# Wardlow
Wardlow es una parroquia civil y un pueblo del distrito de Derbyshire Dales, en el condado de Derbyshire (Inglaterra).

## Geografía
Según la Oficina Nacional de Estadística británica, Wardlow tiene una superficie de 2,58 km².

## Demografía
Según el censo de 2001, Wardlow tenía 116 habitantes (51,72% varones, 48,28% mujeres) y una densidad de población de 44,96 hab/km². El 16,38% eran menores de 16 años, el 80,17% tenían entre 16 y 74 y el 3,45% eran mayores de 74. La media de edad era de 40,51 años. Del total de habitantes con 16 o más años, el 27,84% estaban solteros, el 61,86% casados y el 10,31% divorciados o viudos.
Todos los habitantes eran originarios del Reino Unido y, según su grupo étnico, el 97,41% eran blancos y el 2,59% de cualquier otro, salvo mestizos, asiáticos, negros y chinos. El cristianismo era profesado por el 90,6%, mientras que el 6,84% no eran religiosos y el 2,56% no marcaron ninguna opción en el censo.
Había 41 hogares con residentes, de los cuales el 21,95% estaban habitados por una sola persona, el 31,71% por parejas sin hijos, el 24,39% por parejas con hijos dependientes y el 14,63% con hijos independientes y el 7,32% por jubilados. 68 habitantes eran económicamente activos, 65 de ellos (95,59%) empleados y 3 (4,41%) desempleados.